# 金特里希國家公園
41°40′55″N 42°02′20″E / 41.682°N 42.039°E

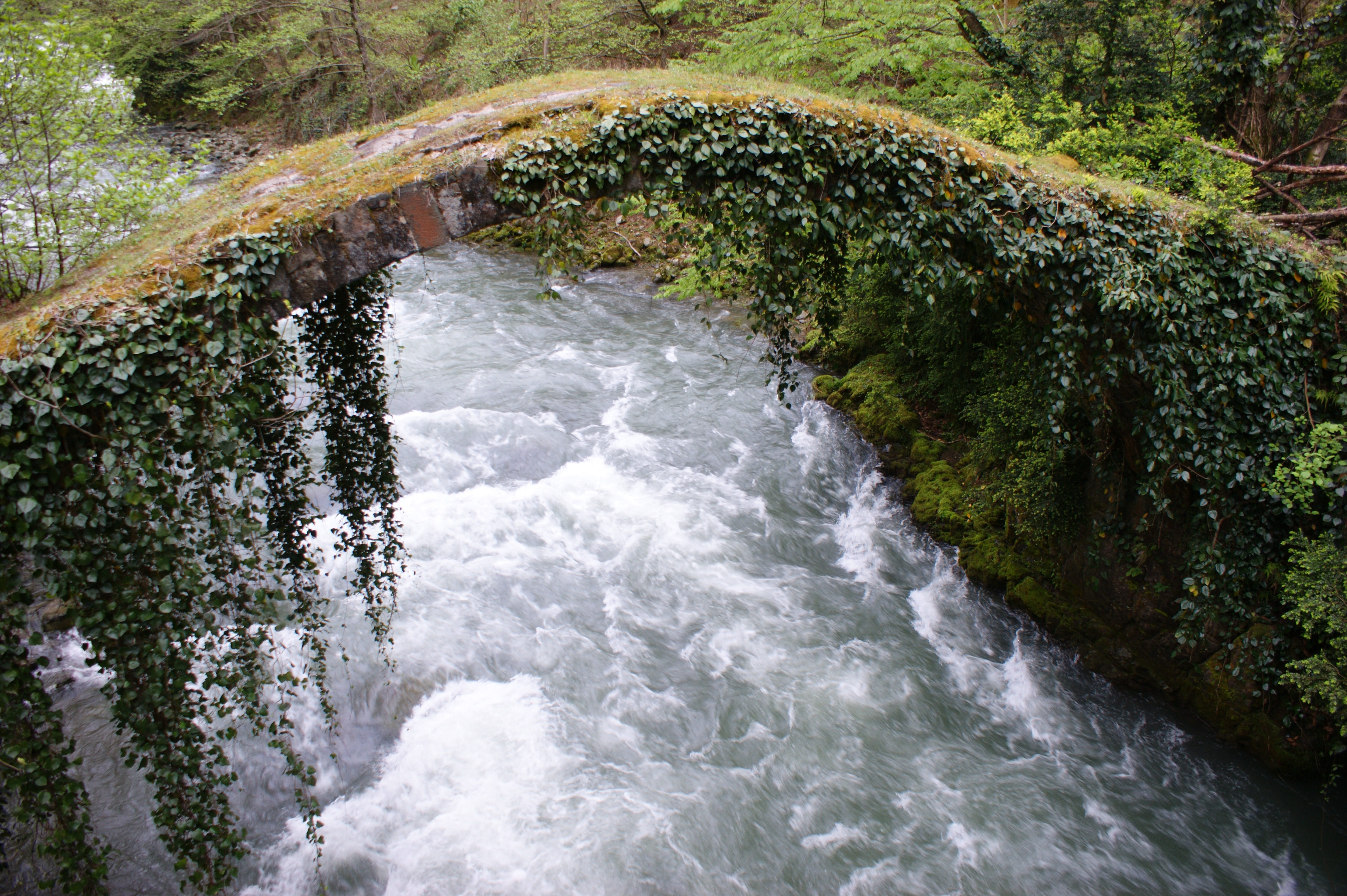

金特里希國家公園是格魯吉亞的國家公園，位於該國西南部阿扎爾自治共和國，處於首都第比利斯以西230公里，成立於2007年，面積187平方公里，每年平均降雨量1,508毫米。